# Wereldkampioenschappen veldrijden 2016
De wereldkampioenschappen veldrijden 2016 werden gehouden op 30 en 31 januari 2016 in het Belgische Heusden-Zolder, op het Circuit Zolder. Na de wereldkampioenschappen veldrijden 2002 was het de tweede keer dat Heusden-Zolder gaststad was van het evenement. Voor het eerst werd er een aparte categorie voorzien voor de vrouwen beloften op een wereldkampioenschap.

## Organisatie
Zolder heeft ervaring met het organiseren van grote wedstrijden in het veldrijden, zoals onder andere de wereldkampioenschappen veldrijden 2002 en jaarlijks de GP Eric De Vlaeminck die deel uitmaakt van de Wereldbeker veldrijden.

### Tv-uitzending en media
| Categorie     | Kijkcijfers | Marktaandeel |
| ------------- | ----------- | ------------ |
| Mannen elite  | 1.414.347   | 79,0%        |
| Vrouwen elite | 688.907     | 63,3%        |
| Totaal        | 2.103.254   |              |

|                                                | Aantal |
| ---------------------------------------------- | ------ |
| Media (schrijvende pers, fotografen, digitaal) | 161    |
| TV, radio, video                               | 246    |
| Totaal                                         | 407    |

## Motortje
De eerste editie van het wereldkampioenschappen veldrijden voor beloften dames werd overschaduwd door een incident rond Femke Van den Driessche. Tijdens een controle van de internationale wielerunie UCI in de materiaalzone werd er een motortje aangetroffen in de fiets van de Belgische veldrijdster. Later werd ze hiervoor zes jaar geschorst en moest ze ruim 18 000 euro boete betalen. Van den Driessche zelf stopte kort na het seizoen met veldrijden en blijft bij haar standpunt dat de fiets van een vriend was en per vergissing in de materiaalzone terecht kwam. Ze gaat de geschiedenisboeken in als eerste wielrenner die betrapt werd met mechanische doping.

## Uitslagen

### Mannen, elite
| Plaats        | Renner                 | Land      | Tijd     |
| ------------- | ---------------------- | --------- | -------- |
| Regenboogtrui | Wout van Aert          | België    | 1.05'52" |
| Zilver        | Lars van der Haar      | Nederland | + 5"     |
| Brons         | Kevin Pauwels          | België    | + 1:00   |
| 4.            | Sven Nys               | België    | + 1:00   |
| 5.            | Mathieu van der Poel   | Nederland | + 1:01   |
| 6.            | David van der Poel     | Nederland | + 1'03"  |
| 7.            | Laurens Sweeck         | België    | + 1'11"  |
| 8.            | Tom Meeusen            | België    | + 1'23"  |
| 9.            | Radomír Šimůnek        | Tsjechië  | + 1'37"  |
| 10.           | Marcel Meisen          | Duitsland | + 1'43"  |
| 11.           | Clément Venturini      | Frankrijk | + 2'01"  |
| 12.           | Michael Vanthourenhout | België    | + 2'15"  |
| 13.           | Stan Godrie            | Nederland | + 2'28"  |
| 14.           | Lars Boom              | Nederland | + 2'37"  |
| 15.           | Francis Mourey         | Frankrijk | + 2'43"  |
| 16.           | Michael Boroš          | Tsjechië  | + 2'46"  |
| 17.           | Thijs van Amerongen    | Nederland | + 2'46"  |
| 18.           | Corné van Kessel       | Nederland | + 2'50"  |
| 19.           | Philipp Walsleben      | Duitsland | + 3'00"  |
| 20.           | Steve Chainel          | Frankrijk | + 3'08"  |

### Mannen, beloften
| Plaats        | Renner           | Land      | Tijd    |
| ------------- | ---------------- | --------- | ------- |
| Regenboogtrui | Eli Iserbyt      | België    | 51'18"  |
| Zilver        | Adam Ťoupalík    | Tsjechië  | + 1"    |
| Brons         | Quinten Hermans  | België    | + 5"    |
| 4.            | Thijs Aerts      | België    | + 11"   |
| 5.            | Clément Russo    | Frankrijk | + 12"   |
| 6.            | Felipe Orts      | Spanje    | + 15"   |
| 7.            | Gioele Bertolini | Italië    | + 15"   |
| 8.            | Martijn Budding  | Nederland | + 24"   |
| 9.            | Sieben Wouters   | Nederland | + 29"   |
| 10.           | Daan Soete       | België    | + 1'07" |

### Jongens, junioren
| Plaats        | Renner           | Land                | Tijd    |
| ------------- | ---------------- | ------------------- | ------- |
| Regenboogtrui | Jens Dekker      | Nederland           | 43'05"  |
| Zilver        | Mickaël Crispin  | Frankrijk           | + 35"   |
| Brons         | Thomas Bonnet    | Frankrijk           | + 1'00" |
| 4.            | Kevin Kuhn       | Zwitserland         | + 1'17" |
| 5.            | Tom Pidcock      | Verenigd Koninkrijk | + 1'22" |
| 6.            | Jakob Dorigoni   | Italië              | + 1'27" |
| 7.            | Jappe Jaspers    | België              | + 1'32" |
| 8.            | Ivan Feijoo      | Spanje              | + 1'34" |
| 9.            | Matthieu Legrand | Frankrijk           | + 1'38" |
| 10.           | Niklas Märkl     | Duitsland           | + 1'39" |

### Vrouwen, elite
| Plaats        | Renster           | Land                | Tijd    |
| ------------- | ----------------- | ------------------- | ------- |
| Regenboogtrui | Thalita de Jong   | Nederland           | 41'03"  |
| Zilver        | Caroline Mani     | Frankrijk           | + 14"   |
| Brons         | Sanne Cant        | België              | + 24"   |
| 4.            | Sophie de Boer    | Nederland           | + 24"   |
| 5.            | Nikki Harris      | Verenigd Koninkrijk | + 32"   |
| 6.            | Sabrina Stultiens | Nederland           | + 36"   |
| 7.            | Eva Lechner       | Italië              | + 46"   |
| 8.            | Kaitlin Antonneau | Verenigde Staten    | + 1'12" |
| 9.            | Christine Majerus | Luxemburg           | + 1'25" |
| 10.           | Sanne van Paassen | Nederland           | + 1'44" |

### Vrouwen, beloften
| Plaats        | Renster             | Land                | Tijd    |
| ------------- | ------------------- | ------------------- | ------- |
| Regenboogtrui | Evie Richards       | Verenigd Koninkrijk | 41'34"  |
| Zilver        | Nikola Nosková      | Tsjechië            | + 35"   |
| Brons         | Maud Kaptheijns     | Nederland           | + 47"   |
| 4.            | Sina Frei           | Zwitserland         | + 53"   |
| 5.            | Nadja Heigl         | Oostenrijk          | + 1'30" |
| 6.            | Ellen Noble         | Verenigde Staten    | + 1'42" |
| 7.            | Alice Maria Arzuffi | Italië              | + 1'47" |
| 8.            | Juliette Labous     | Frankrijk           | + 1'50" |
| 9.            | Alice Barnes        | Verenigd Koninkrijk | + 2'01" |
| 10.           | Jessica Lambracht   | Duitsland           | + 2'22" |

## Medaillespiegel
| Plaats | Land                | Goud | Zilver | Brons | Totaal |
| 1      | Nederland           | 2    | 1      | 1     | 4      |
| 2      | België              | 2    | 0      | 3     | 5      |
| 3      | Verenigd Koninkrijk | 1    | 0      | 0     | 1      |
| 4      | Frankrijk           | 0    | 2      | 1     | 3      |
| 5      | Tsjechië            | 0    | 2      | 0     | 2      |
| Totaal | Totaal              | 5    | 5      | 5     | 15     |

Kampioenschappen:  Wereldkampioenschappen · 
 Europese kampioenschappen · 
 Belgische kampioenschappen · 
 Nederlandse kampioenschappen
Klassementen:  Wereldbeker · 
 Superprestige · 
 Bpost bank trofee · 
 EKZ CrossTour · 
 TOI TOI Cup · 
 Coupe de France
 National Trophy Series · 
 Giro d'Italia Ciclocross
Overig:  Soudal Classics
1950 · 
1951 · 
1952 · 
1953 · 
1954 · 
1955 · 
1956 · 
1957 · 
1958 · 
1959 · 
1960 · 
1961 · 
1962 · 
1963 · 
1964 · 
1965 · 
1966 · 
1967 · 
1968 · 
1969 · 
1970 · 
1971 · 
1972 · 
1973 · 
1974 · 
1975 · 
1976 · 
1977 · 
1978 · 
1979 · 
1980 · 
1981 · 
1982 · 
1983 · 
1984 · 
1985 · 
1986 · 
1987 · 
1988 · 
1989 · 
1990 · 
1991 · 
1992 · 
1993 · 
1994 · 
1995 · 
1996 · 
1997 · 
1998 · 
1999 · 
2000 · 
2001 · 
2002 · 
2003 · 
2004 · 
2005 · 
2006 · 
2007 · 
2008 · 
2009 · 
2010 · 
2011 · 
2012 · 
2013 · 
2014 · 
2015 · 
2016 · 
2017 · 
2018 · 
2019 ·
2020 ·
2021 ·
2022 ·
2023 ·
2024 ·
2025

Categorieën

Mannen elite · 
vrouwen elite · 
mannen beloften · 
vrouwen beloften · 
jongens junioren · 
meisjes junioren · 
gemengde estafette

Voormalig:
mannen amateurs